# Galen (Familienname)
Galen ist ein deutscher Familienname.

## Namensträger
- August von Galen (1866–1912), deutscher Landrat
- Augustinus von Galen (1870–1949), deutscher Benediktinermönch, Priester
- Barry van Galen (* 1970), niederländischer Fußballspieler

- Christoph Bernhard von Galen (1606–1678), deutscher katholischer Priester, Fürstbischof von Münster
- Christoph Bernhard Graf von Galen (Päpstlicher Geheimkämmerer) (1907–2002), deutscher Politiker (CDU) und Päpstlicher Geheimkämmerer
- Christoph Heinrich von Galen zu Assen (1662–1731), Kaiserlicher Reichshofrat und Kämmerer

- Clemens August Graf von Galen (1878–1946), deutscher Bischof und Kardinal
- Clemens August Ferdinand von Galen zu Assen (1720–1747), Kämmerer und Domherr im Hochstift Münster
- Clemens August Josef von Galen zu Assen (1748–1820), Droste im Amt Vechta und Hofmarschall im Hochstift Münster
- Emanuel von Galen (1877–1950), deutscher Landtagsabgeordneter
- Ferdinand von Galen (1803–1881), preußischer Diplomat und Politiker
- Ferdinand von Galen zu Assen (1750–1803), Droste des Amtes Meppen, Geheimrat und Oberjägermeister im Hochstift Münster
- Ferdinand Benedikt von Galen zu Assen (1665–1727), Domscholaster und Geheimrat im Hochstift Münster
- Ferdinand Heribert von Galen (1831–1906), Politiker
- Franz von Galen (1879–1961), deutscher Politiker (Zentrum)
- Franz Heinrich Christian von Galen zu Assen (1679–1712), Domherr in verschiedenen Domkapiteln
- Franz Wilhelm von Galen zu Assen (1648–1716), Erbkämmerer im Hochstift Münster und Amtsdroste in Vechta und Wildeshausen
- Friedrich Christian von Galen zu Assen (1689–1748), Domdechant in Münster
- Friedrich Mathias von Galen (1865–1918), deutscher Politiker, Reichstagsabgeordneter (Zentrum)
- Håkon Galen (um 1170–1214), norwegischer Jarl
- Heinrich von Galen († 1557), Landmeister von Livland
- Heinrich Ludwig von Galen zu Assen (1675–1717), Komtur des Malteser-Ritterordens
- Hermann von Galen (1623–1674), Domherr in Münster
- Jobst von Galen († 1575), Domherr in verschiedenen Bistümern
- Johan van Galen (1604–1653), deutsch-niederländischer Kapitän und Flottenkommandeur
- Johann Heinrich von Galen (1609–1694), Erbkämmerer und Amtsdroste in Vechta und Wildeshausen
- Johann Matthias von Galen (1800–1880), Erbkämmerer im Hochstift Münster
- Johann Matthias von Galen zu Assen (1674–1716), Domherr in Münster
- Karl Anton von Galen zu Assen (1679–1752), Droste im Amt Bocholt und Domherr in Münster, Minden und Osnabrück
- Margarete von Galen (* 1955), deutsche Juristin
- Maximilian Gereon von Galen (1832–1908), Weihbischof in Münster
- Philipp Galen (Ernst Philipp Karl Lange; 1813–1899), deutscher Schriftsteller und Arzt
- Wilderich von Galen (1913–1967), Generalsekretär der Deutschen Partei
- Wilhelm Ferdinand von Galen zu Assen (1690–1769), Erbkämmerer und Amtsdroste in Vechta
- Wilhelm Goswin Anton von Galen (1678–1710), Erbkämmerer im Hochstift Münster

## Pseudonym
- Galen, Deckname von Wassili Konstantinowitsch Blücher (1889–1938), sowjetischer General